# Lypha angolensis
Lypha angolensis là một loài ruồi trong họ Tachinidae.